# NGC 5880
NGC 5880 é uma galáxia lenticular (S0) localizada na direcção da constelação de Libra. Possui uma declinação de -14° 34' 42" e uma ascensão recta de 15 horas, 15 minutos e 01,0 segundos.
A galáxia NGC 5880 foi descoberta em 1886 por Frank Leavenworth.